# Rakuten Japan Open Tennis Championships 2016
Rakuten Japan Open Tennis Championships 2016 (japonsky: 2016年楽天ジャパン・オープン・テニス選手権 [Rakuten džapan ópun tenisu senšuken]) byl tenisový turnaj pořádaný jako součást mužského okruhu ATP World Tour, který se hrál na otevřených dvorcích s tvrdým povrchem DecoTurf v areálu s centrálním kurtem Ariake Coliseum. Probíhal mezi 3. až 9. říjnem 2016 v japonské metropoli Tokiu jako  čtyřicátý čtvrtý ročník turnaje.
Turnaj s rozpočtem 1 506 835 dolarů patřil do kategorie ATP World Tour 500. Nejvýše nasazeným hráčem ve dvouhře se stal pátý tenista světa Kei Nišikori z Japonska. Jako poslední přímý účastník do hlavní singlové soutěže nastoupil 54. americký hráč žebříčku Taylor Fritz.
Třetí titul na okruhu ATP Tour zaznamenal 21letý Australan Nick Kyrgios, pro něhož to byl dosud nejcennější triumf kariéry. Ve čtyřhře si první společnou trofej připsali Marcel Granollers ze Španělska a Marcin Matkowski z Polska.

## Distribuce bodů a finančních odměn

### Distribuce bodů
| Soutěž  | vítězové | finalisté | semifinalisté | čtvrtfinalisté | 16 v kole | 32 v kole | Q  | Q2 | Q1 |
| ------- | -------- | --------- | ------------- | -------------- | --------- | --------- | -- | -- | -- |
| dvouhra | 500      | 300       | 180           | 90             | 45        | 0         | 20 | 10 | 0  |
| čtyřhra | 500      | 300       | 180           | 90             | 0         | —         | —  | —  | —  |

### Finanční odměny
| Soutěž                   | vítězové | finalisté | semifinalisté | čtvrtfinalisté | 16 v kole | 32 v kole | Q2     | Q1   |
| ------------------------ | -------- | --------- | ------------- | -------------- | --------- | --------- | ------ | ---- |
| dvouhra                  | $310 330 | $145 750  | $72 370       | $36 185        | $18 335   | $9 650    | $1 610 | $885 |
| čtyřhra                  | $91 470  | $43 220   | $20 860       | $10 850        | $5 680    | —         | —      | —    |
| ve čtyřhře částky na pár |          |           |               |                |           |           |        |      |

## Dvouhra

### Nasazení hráčů
| Země                         | Hráč            | ATP | Nasazení |
| ---------------------------- | --------------- | --- | -------- |
| Japonsko                     | Kei Nišikori    | 5.  | 1.       |
| Francie                      | Gaël Monfils    | 8.  | 2.       |
| Česko                        | Tomáš Berdych   | 9.  | 3.       |
| Chorvatsko                   | Marin Čilić     | 11. | 4.       |
| Belgie                       | David Goffin    | 14. | 5.       |
| Austrálie                    | Nick Kyrgios    | 15. | 6.       |
| Chorvatsko                   | Ivo Karlović    | 20. | 7.       |
| Španělsko                    | Feliciano López | 27. | 8.       |
| Žebříček ATP k 26. září 2016 |                 |     |          |

### Jiné formy účasti na turnaji
Následující hráči obdrželi divokou kartu do hlavní soutěže:
- Taró Daniel
- Jošihito Nišioka
- Júiči Sugita

Následující hráči postoupili z kvalifikace:
- James Duckworth
- Ryan Harrison
- Go Soeda
- Radek Štěpánek

Následující hráč postoupil z kvalifikace jako tzv. šťastný poražený:
- Donald Young[1]

### Odhlášení
před začátkem turnaje
- Nicolás Almagro (nemoc)[1] → nahradil jej  Donald Young
- Borna Ćorić → nahradil jej  Jiří Veselý
- Stan Wawrinka → nahradil jej  Stéphane Robert

v průběhu turnaje
- Radek Štěpánek

### Skrečování
- Feliciano López
- Kei Nišikori

## Čtyřhra

### Nasazení párů
| Země                                                                                  | Hráč           | Země       | Hráč              | ATP | Nasazení |
| ------------------------------------------------------------------------------------- | -------------- | ---------- | ----------------- | --- | -------- |
| Spojené království                                                                    | Jamie Murray   | Brazílie   | Bruno Soares      | 9.  | 1.       |
| Jižní Afrika                                                                          | Raven Klaasen  | USA        | Rajeev Ram        | 30. | 2.       |
| Spojené království                                                                    | Dominic Inglot | Nizozemsko | Jean-Julien Rojer | 45. | 3.       |
| Finsko                                                                                | Henri Kontinen | Austrálie  | John Peers        | 51. | 4.       |
| Žebříček ATP k 26. září 2016; číslo je součtem žebříčkového postavení obou členů páru |                |            |                   |     |          |

### Jiné formy účasti
Následující páry obdržely divokou kartu do hlavní soutěže:
- Taró Daniel /  Jasutaka Učijama
- Akira Santillan /  Josuke Watanuki

Následující pár postoupil do hlavní soutěže z kvalifikace:
- Nicholas Monroe /  Artem Sitak

### Odhlášení
v průběhu turnaje
- Radek Štěpánek

### Skrečování
- Feliciano López

## Přehled finále

### Mužská dvouhra
- Nick Kyrgios vs.  David Goffin, 4–6, 6–3, 7–5

### Mužská čtyřhra
- Marcel Granollers /  Marcin Matkowski vs.  Raven Klaasen /  Rajeev Ram, 6–2, 7–6(7–4)